# Cirsium boujartii
Cirsium boujartii là một loài thực vật có hoa trong họ Cúc. Loài này được (Piller & Mitterp.) Sch.Bip. mô tả khoa học đầu tiên năm 1856.